# امونز (ویرجینیای غربی)
امونز (به انگلیسی: Emmons) یک منطقهٔ مسکونی در ایالات متحده آمریکا است که در شهرستان بونی، ویرجینیای غربی واقع شده‌است.